# 桓康
桓康（426年—482年），南朝北蘭陵郡承縣（今山东省枣庄市峄城区）人。
刘宋宋孝武帝大明年間，从军随蕭道成。后来和蕭道成子蕭賾到贛县。泰始元年（465年）晋安王劉子勛反抗宋明帝起兵，蕭賾被南康郡相沈肅之捕拿下獄。桓康保护蕭賾夫人裴惠昭、子蕭長懋、蕭子良逃亡，潜伏在山中。桓康和蕭賾門客蕭欣祖、楊瑑之、皋分喜、潜三奴、向思奴40人一起攻破南康郡大獄，救出蕭賾。他随蕭賾转战，所经村落暴行，江南人都害怕桓康。在蕭賾属下为冠軍府参軍，任殿中将軍、武騎常侍，出任襄賁县令。元徽二年（474年）、桂陽王劉休範起兵，桓康放棄襄賁回到建康，投到蕭道成属下。劉休範被平定，桓康任員外郎。
元徽五年（477年）七月初六日夜，宋后废帝微服出行到領軍府，与側近密議。桓康和蕭道成所養健儿盧荒、向黑在門前听到密語。七月初七日夕，王敬則将后废帝的首级献给蕭道成。桓康全副武装随蕭道成入宮。蕭道成駐屯東府，桓康任武陵王中兵、寧朔将軍，兼蘭陵郡太守，護衛側近。
昇明二年（478年），蕭道成命他到東府召黄回，桓康率数十人殺害黄回。桓康受後軍将軍、直閣将軍之号，任南濮陽郡太守。建元元年（479年），蕭道成即位皇帝，建立齐朝、桓康封吴平县伯。受輔国将軍、左軍将軍、游击将軍之号。
北魏侵攻南齐，桓康假節駐屯北方，受冠軍将軍之号。建元三年（481年）二月，在淮陽大胜魏軍，進兵攻下北魏樊諧城。《魏書·高祖紀上》记载，桓康在淮阳败于北魏。建元四年（482年），担任持節、督青冀二州東徐之東莞琅邪二郡朐山戍北徐之東海漣口戍諸軍事、青冀二州刺史。蕭賾即位为齐武帝，桓康任驍騎将軍。同年去世。享年五十七岁。

## 延伸阅读
[在维基数据编辑]
 《南齊書·卷30》，出自萧子显《南齊書》
 《南史·卷46》，出自李延壽《南史》